# Městečko Trnávka
Pour les articles homonymes, voir Městečko et Trnávka.
Městečko Trnávka (en allemand : Türnau) est une commune du district de Svitavy, dans la région de Pardubice, en Tchéquie. Sa population s'élevait à 1 401 habitants en 2024.

## Géographie
Městečko Trnávka se trouve à 20 km à l'est-sud-est de Svitavy, à 77 km au sud-est de Pardubice et à 170 km à l'est-sud-est de Prague.
La commune est limitée par Malíkov, Rozstání, Radkov et Gruna au nord, par Mohelnice, Pavlov et Vranová Lhota à l'est, par Vrážné, Bezděčí u Trnávky, Chornice et Jevíčko au sud, et par Křenov, Dlouhá Loučka et Útěchov à l'ouest.

## Histoire
La première mention écrite de la localité date de 1308.

## Administration
La commune est divisée en 12 sections :
- Městečko Trnávka
- Bohdalov
- Lázy
- Ludvíkov
- Mezihoří
- Nová Roveň
- Pacov
- Pěčíkov
- Petrůvka
- Plechtinec
- Přední Arnoštov
- Stará Roveň

## Galerie

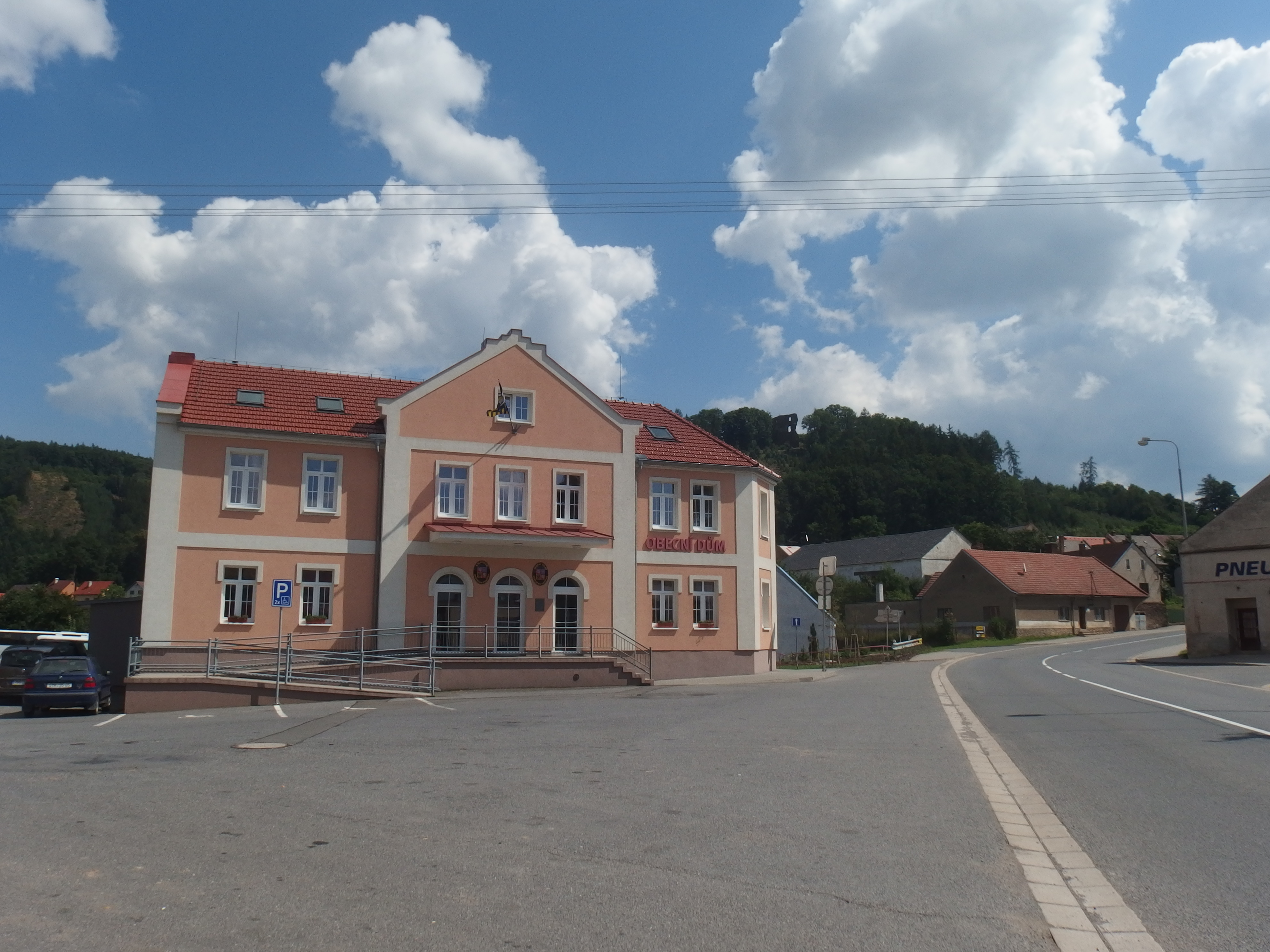
Městečko Trnávka : la mairie.
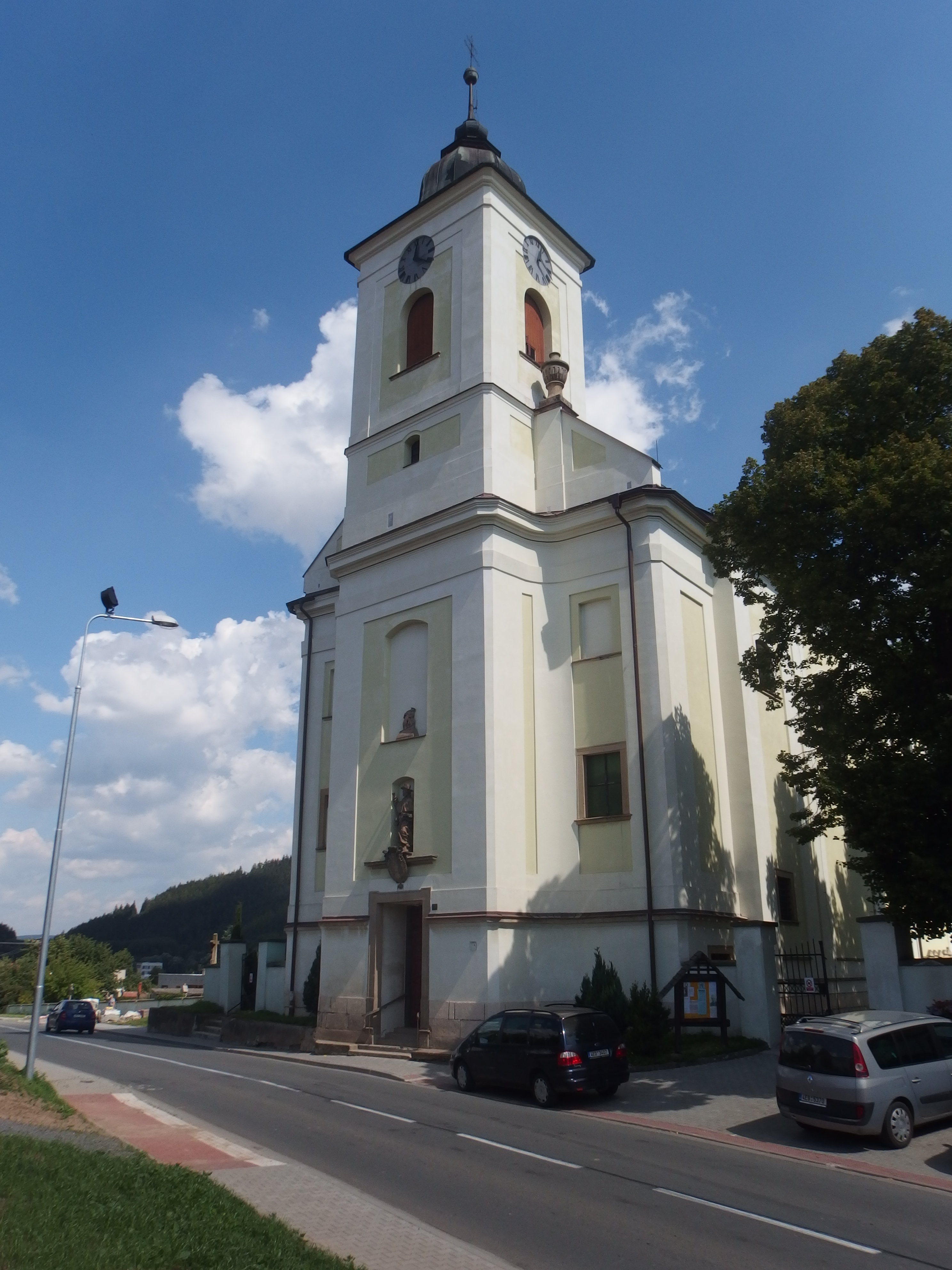
Église Saint-Jacques-le-Majeur.

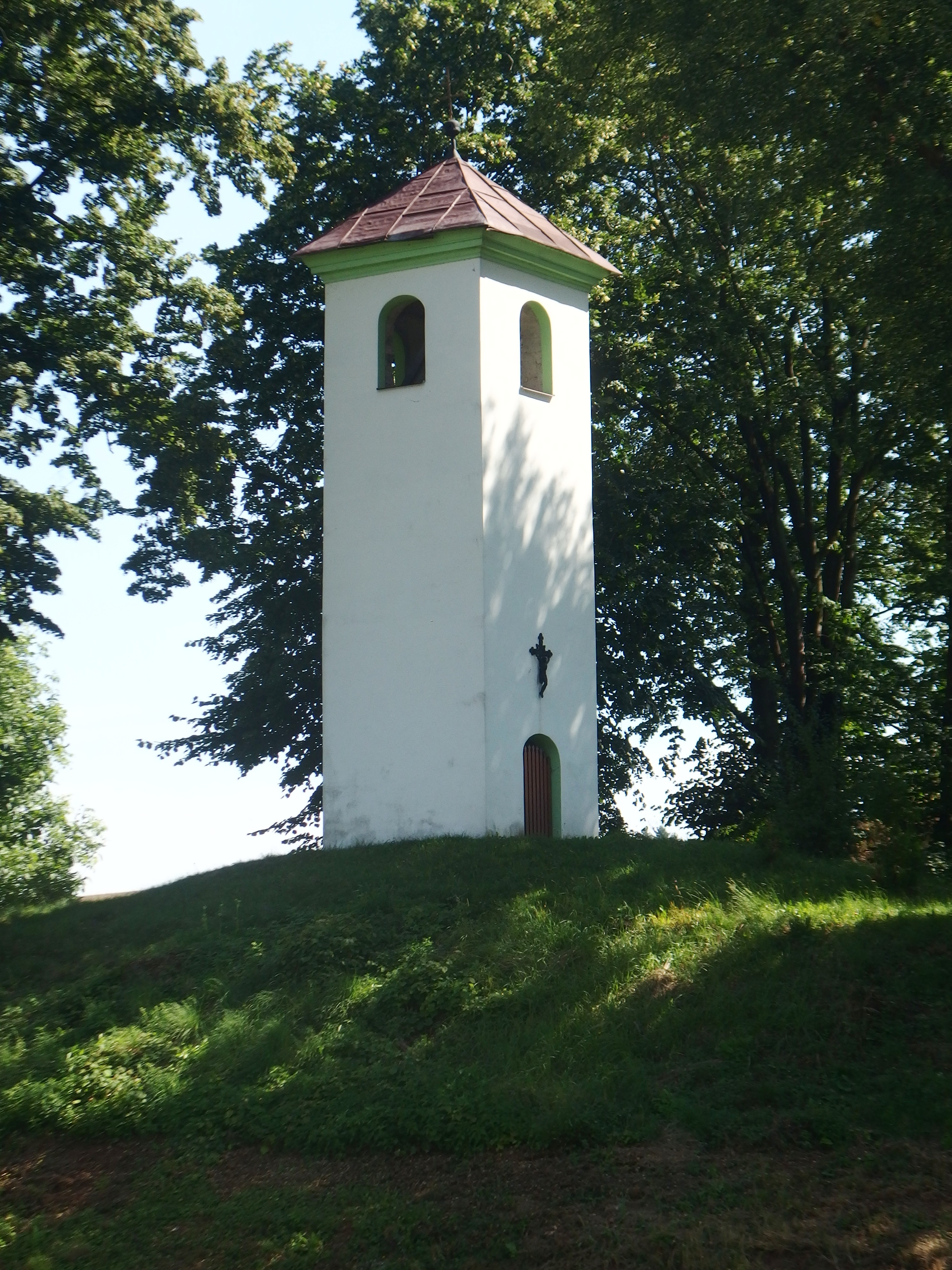
Přední Arnoštov : clocher-tour.
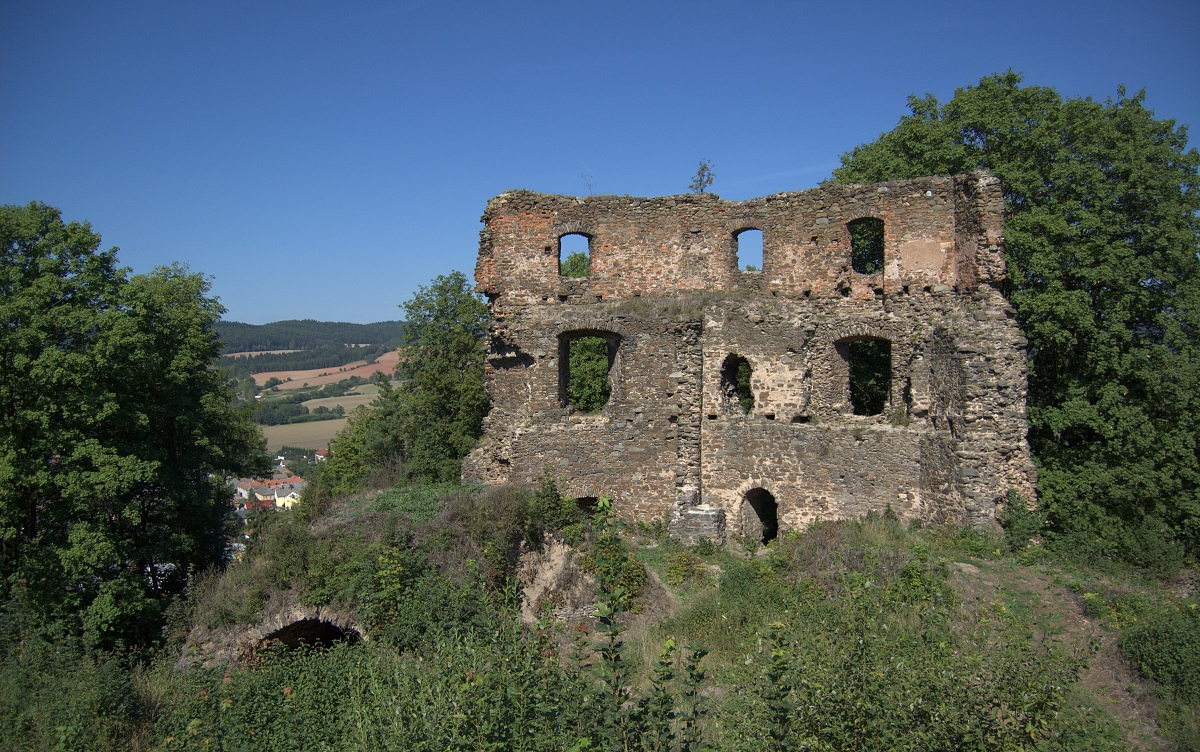
Château Hrad Starý Cimburk.

## Transports
Par la route, Městečko Trnávka se trouve à 8,5 km de Moravská Třebová, à 28 km de Svitavy, à 89 km de Pardubice et à 202 km de Prague. 